# Родники (Білогірський район)
Родники́ (до 1945 року — Чокрак, крим. Çoqraq, рос. Родники) — село в Україні, у Білогірському районі Автономної Республіки Крим. Підпорядковане Земляничненській сільській раді.

## Населення
Згідно з переписом УРСР 1989 року чисельність наявного населення села становила 58 осіб, з яких 28 чоловіків та 30 жінок.
За переписом населення України 2001 року в селі мешкало 40 осіб.

### Мова
Розподіл населення за рідною мовою за даними перепису 2001 року:
| Мова              | Відсоток |
| ----------------- | -------- |
| кримськотатарська | 70,73 %  |
| українська        | 17,07 %  |
| російська         | 12,20 %  |